# Benjamin Kibebe
Benjamin Kibebe, född 13 augusti 1981 i Addis Abeba, är en svensk före detta fotbollsspelare.

## Klubbkarriär
Efter att ha spelat fem säsonger i AIK flyttade Kibebe år 2005 till det norska laget Tromsø IL. Där hade han två framgångsrika år där laget bland annat slog ut det turkiska storlaget Galatasaray SK i kvalet till Uefacupen. I gruppspelet mötte laget AC Roma, RC Strasbourg, FC Basel och Red Star Belgrad. Efter säsongen 2006 gick flyttlasset till ligakonkurrenten Aalesunds FK där han efter ett och ett halvt år blev såld till den danska superligaklubben FC Nordsjælland.
I FC Nordsjælland och den danska ligan gjorde Kibebe sig snabbt ett gott namn och hjälpte klubben att bli danska cupmästare 2010 för första gången i klubbens historia. Kort därefter blev Kibebe såld till den schweiziska klubben FC Luzern, där han skrev under ett treårsavtal. Kibebe är noterad för 21 matcher i Uefacupen och gjorde sitt första mål för FC Nordsjælland i Uefacupen mot det skotska laget Queen of the South.

## Landslagskarriär
Kibebe är noterad för en match med det svenska landslaget och sex matcher för U21-landslaget. A-landskampen var mot Finland i Nordiska mästerskapet 2000/2001.